# Nikołaj Kudaszew
Nikołaj Wsiewołodowicz Kudaszew, ros. Николай Всеволодович Кудашев (ur. 29 kwietnia 1904 w Kremenczudze, zm. we wrześniu 1978 r. w Sea Cliff w USA) – rosyjski monarchista, oficer Rosyjskiego Korpusu Ochronnego, a następnie Rosyjskiej Armii Wyzwoleńczej podczas II wojny światowej, emigracyjny poeta, pisarz i działacz kombatancki.
Pochodził z rodu książęcego. Uczył się w szkole realnej, po czym w 1919 r. wstąpił do wojsk białych. Służył w III korpusie kawaleryjskim gen. Andrieja G. Szkuro. Po zranieniu został przeniesiony do załogi pociągu pancernego „Дозорный”, a następnie służył w oddziale zwiadowczym 135 pułku piechoty, który został zniszczony przez oddziały bolszewickie. Ponownie ranny, po wyleczeniu został skierowany do konstantynowskiej szkoły wojennej w Feodozji, przekształconej w krymski korpus kadetów. Po ewakuacji wojsk białych z Krymu do Gallipoli w listopadzie 1920 r., zamieszkał w Królestwie SHS w Słowenii. W 1922 r. ukończył przeniesiony tam krymski korpus kadetów, zaś następnie nikołajewską szkołę kawaleryjską. W stopniu korneta wszedł nominalnie w skład 12 achtyrskiego pułku piechoty. Służył w jugosłowiańskiej straży granicznej. Jednocześnie zaczął pisać wiersze, poświęcone głównie wojnie domowej w Rosji. Po zajęciu Jugosławii przez wojska niemieckie w kwietniu 1941 r., wstąpił do nowo formowanego Rosyjskiego Korpusu Ochronnego, a następnie Rosyjskiej Armii Wyzwoleńczej (ROA). Po zakończeniu wojny był aresztowany przez aliantów za sprzeciw wobec repatriacji do ZSRR Rosjan służących w niemieckiej armii. W 1949 r. wyemigrował do USA. Działał w rosyjskich organizacjach kombatanckich, m.in. stał na czele Zrzeszenia Kadeckiego w Nowym Jorku. Kontynuował też swoją twórczość poetycką. Był autorem zbioru wierszy pt. „Тени” (opublikowanego w 1978 r.) i współautorem książki pt. „Крымский Конный Ее Величества Государыни Императрицы Александры Феодоровны полк”. Pozostałe wiersze, które nigdy nie zostały wydane, zaginęły po jego śmierci.